# Солодковский
Солодковский — хутор в Славянском районе Краснодарского края.
Входит в состав Забойского сельского поселения.

## Социальная сфера
Магазин смешанных товаров

## Население
| 2002 | 2010 |
| ---- | ---- |
| 272  | ↗289 |